# Đồng tính luyến ái ở động vật

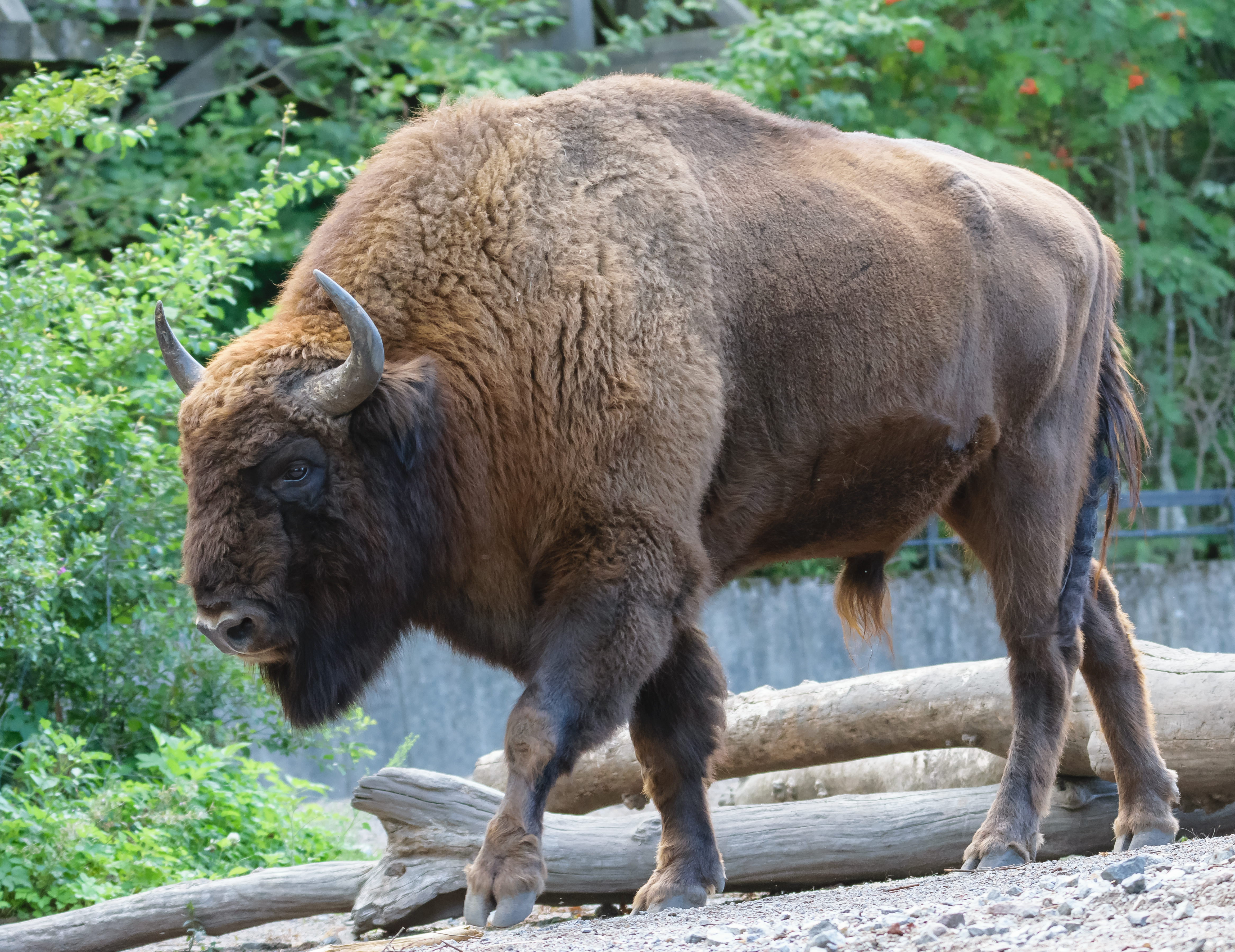
Bò rừng Bizon từng được ghi nhận là có quan hệ đồng tính

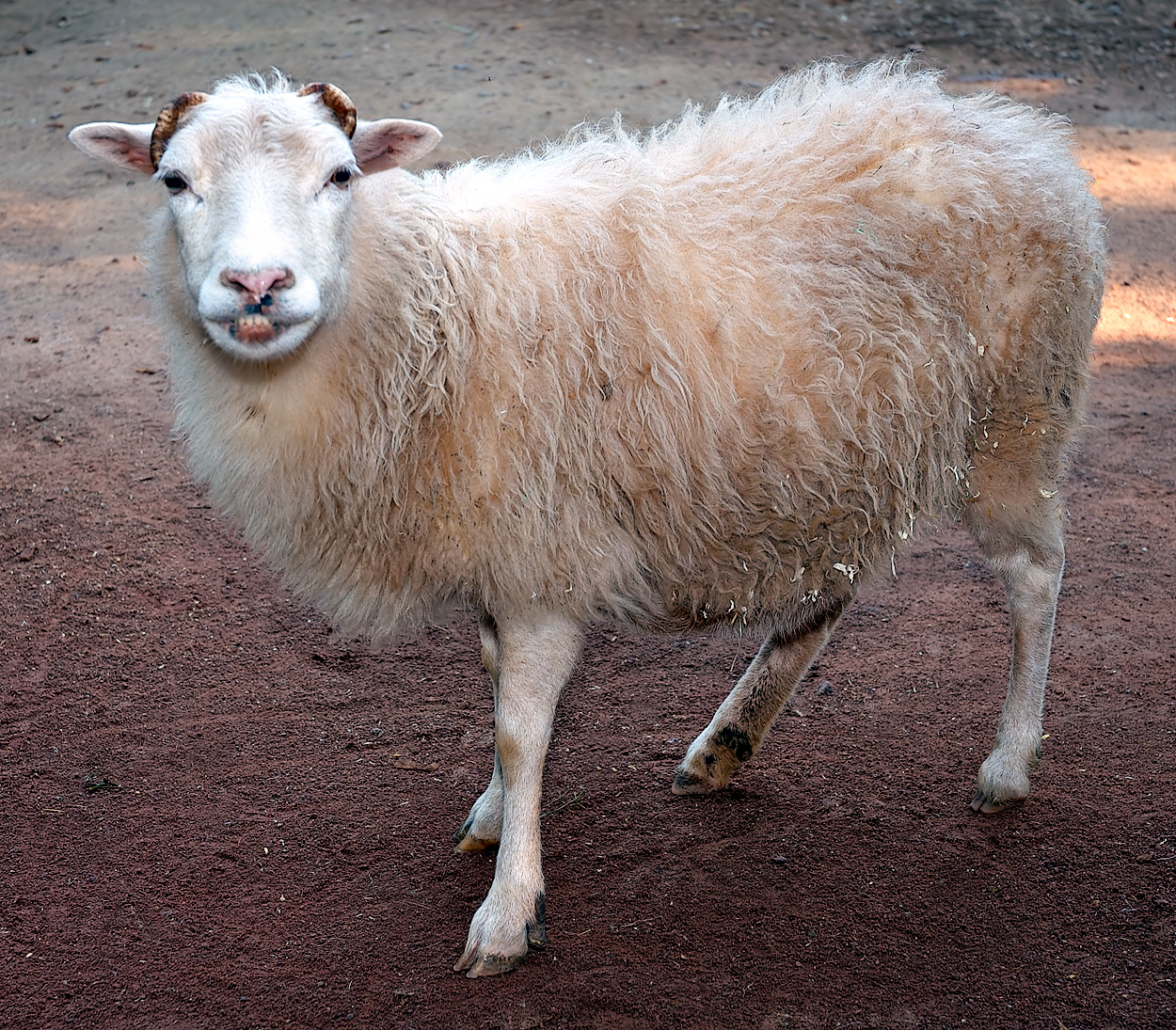
Cừu nhà là loài động vật duy nhất (trừ loài người) có những cá thể đực chỉ giao phối đồng tính trong khi từ chối giao phối với những con cái

Đồng tính luyến ái ở động vật đề cập đến những hành vi đồng tính được ghi nhận ở một số loài động vật. Các biểu hiện về hành vi đồng tính có ở một số loài trong thế giới động vật, đặc biệt trong các loài chim biển, động vật có vú, khỉ và các loài linh trưởng lớn.
Các hành vi đồng tính luyến ái ở động vật thường chỉ bao gồm các hoạt động vỗ về, bày tỏ tình cảm, nhưng đôi khi có cả quan hệ tình dục và nuôi dạy con cái giữa các cặp đôi động vật đồng tính Đã có 1500 trường hợp được quan sát, trong đó có khoảng 500 trường hợp được miêu tả khá cụ thể. Một ghi nhận khác thì hiện tượng đồng tính xảy ra ở khoảng 1.000 loài trong đó có chim cánh cụt, cá heo và động vật linh trưởng do nhiều nguyên nhân. Một quan sát khác thì trên thế giới, có tổng cộng khoảng 450 loài có xuất hiện hành vi quan hệ tình dục đồng giới
Mặt khác, đa số các hành vi đồng tính trong giới động vật không phải vì sự thu hút tình dục, mà chỉ là để giải tỏa bức bối do con đực không tìm được con cái để giao phối, hoặc để tạo liên minh nhằm tiêu diệt những con đực khác.
Theo nhà di truyền học Simon Levay thì: "Mặc dù hành vi tình dục đồng giới là khá phổ biến trong thế giới động vật, nhưng có vẻ là rất hiếm khi các loài vật có khuynh hướng lâu dài để tham gia vào các hành vi như vậy trong khi lại từ chối các hoạt động tình dục khác giới tính. Thiên hướng tình dục đồng tính (thuật ngữ được dùng với loài người), nếu chúng ta có thể nói về điều đó ở động vật, có vẻ là rất hiếm".
Một loài mà trong đó xu hướng tính dục chỉ riêng đồng tính xảy ra là cừu nhà (Ovis aries). "Khoảng 10% cừu đực, từ chối kết đôi với cừu cái nhưng sẵn sàng kết đôi với cừu đực khác."

## Tổng quan

### Biểu hiện

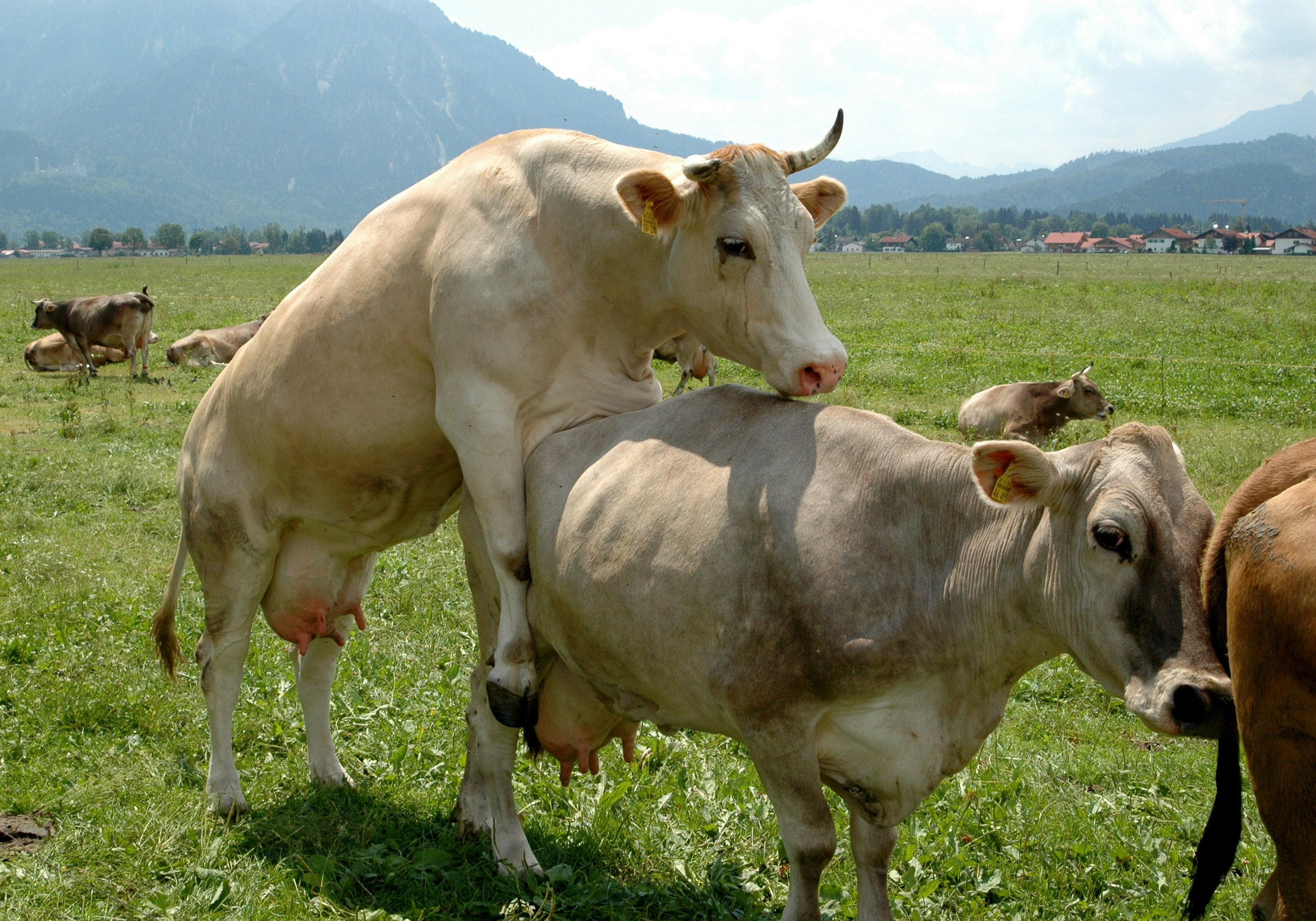
Hai con bò cái đang cố giao phối, một biểu hiện của quan hệ đồng giới

Hành vi đồng tính đã được quan sát và ghi nhận ở nhiều loài động vật nhưng rất khác biệt so với con người. Đơn giản nhất thì chỉ là những cú va chạm nhẹ, cọ xát cổ, lông vũ, xa hơn chúng có cử chỉ ve vãn, thể hiện tình cảm gần gũi, hãn hữu thì có việc kết đôi, giao phối và cùng nuôi con. Các hành vi tình dục đồng giới đáng chú ý là sờ nắn cơ quan sinh dục và cưỡi lên nhau. Hành vi tình dục đồng giới ở các loài linh trưởng phổ biến hơn so với các động vật có vú khác nhưng không phải là không xảy ra ở chim chóc, bò sát, lưỡng cư, cá, côn trùng và các loài động vật không xương sống. Không chỉ ở động vật hoang dã mà ở gia súc gia cầm cũng tồn tại hiện tượng này, đặc biệt là cừu đực. Tuy nhiên, nhiều hành vi đồng tính chỉ là do xác định nhầm mùi hương giới tính của bạn tình hoặc cố ý để đánh lạc hướng tình địch với những con khác giới trong đàn.
Nhiều hành vi đồng giới là những đặc điểm hình thành trong quá trình chọn lọc tự nhiên. Đó là cơ chế tiến hóa cơ bản để bảo đảm sự tồn tại của các loài, những con cá theo cùng giới cặp đôi với nhau để thúc đẩy sự gắn kết trong đàn, trong khi các cá thể châu chấu đực sánh đôi để tiêu diệt những con đực yếu hơn. Không phải mọi hoạt động tình dục đều liên quan tới chức năng tái tạo nòi giống, đồng tính luyến ái tồn tại trong thế giới hoang dã vì đôi khi nó làm tăng khả năng sinh tồn của đàn khi các con vật đồng tính nuôi dưỡng những con non do họ hàng của chúng sinh ra.

### Ý kiến

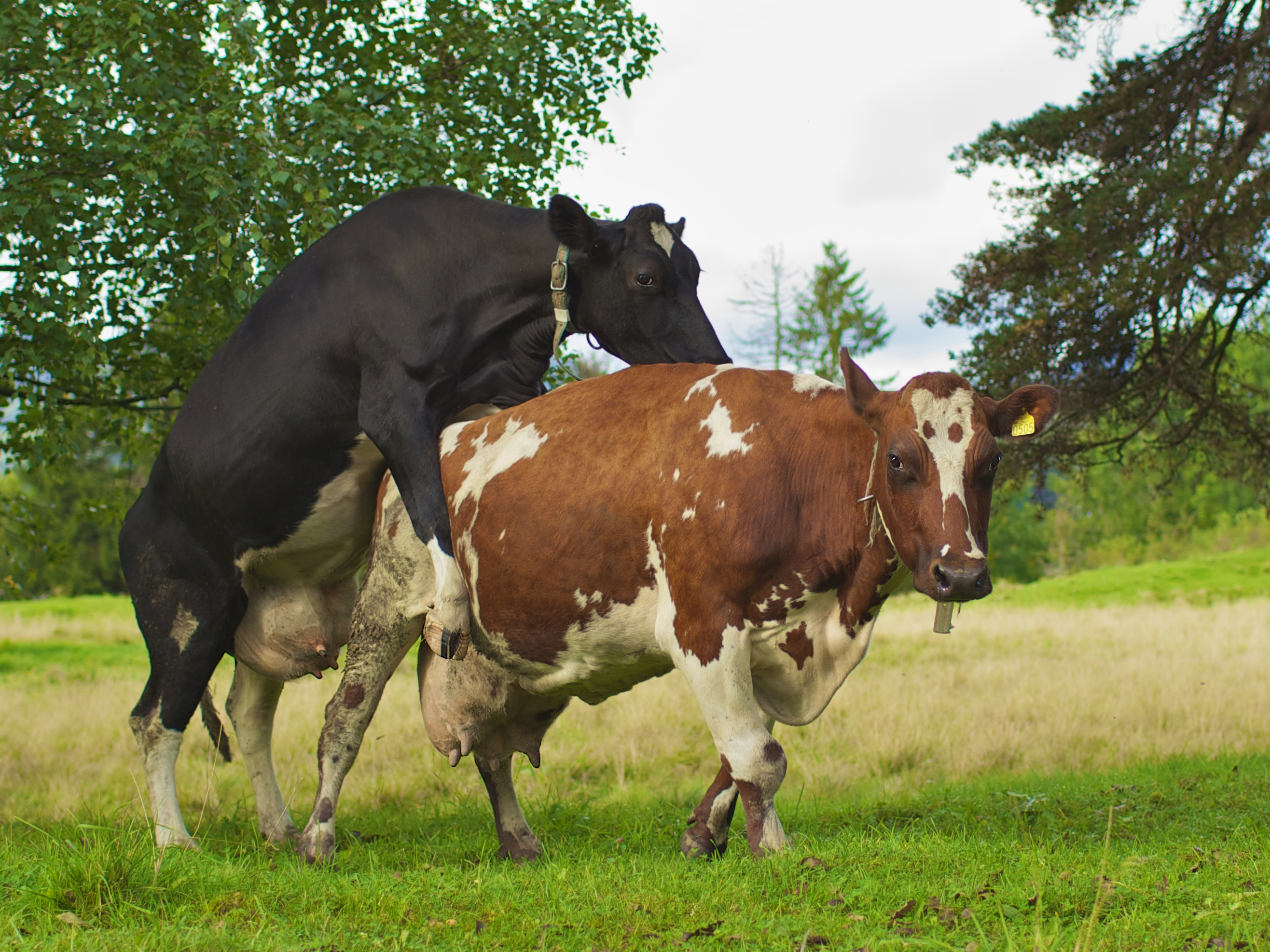
Hai con bò cái đang cố giao phối

Jannet Mann, giáo sư của Đại học Georgetown cho rằng, các biểu hiện đồng tính ở động vật, ít nhất là ở cá heo, là một giải pháp về tiến hóa để giảm thiểu sự xâm chiếm lãnh thổ, đặc biệt là giữa những con đực, cá heo mũi chai quan hệ tình dục đồng giới để tăng cường sự gắn kết trong đàn, còn hải âu làm vậy vì thiếu con đực. Có ý kiến cho rằng, hiện tượng cặp đôi giữa những cá thể cùng giới là một sự thích nghi để duy trì sự phát triển của loài. Tiến sĩ Nathan Bailey cho rằng các nghiên cứu trước đây không tìm ra những lợi ích về mặt tiến hóa của hành vi cặp đôi đồng giới. Theo ông, hành vi đó thường là kết quả của chọn lọc tự nhiên trong nỗ lực duy trì sự tồn tại của loài. Nó xuất hiện ở cả động vật bậc cao (tinh tinh, cá heo) và côn trùng (ruồi đục quả).
Nhiều nhà động vật học dè dặt hơn cho rằng những hành động như vậy chỉ đơn thuần là thể hiện "sự cuốn hút đồng giới" chứ không dán nhãn mác "đồng tính", "song tính" hay "dị tính" cho chúng. Mặc dù vậy, nhiều loài động vật vẫn có thể xây dựng các mối quan hệ khá bền vững với các cá thể khác. Nhiều loại chỉ thể hiện sự thích thú với một giới tính nhất định, và chúng còn có cả những cách thức riêng để tìm bạn tình đồng giới với mình. Mặc dù vậy, nhiều loài động vật vẫn có thể xây dựng các mối quan hệ khá bền vững với các cá thể khác. Nhiều loại chỉ thể hiện sự thích thú với một giới tính nhất định, và chúng còn có cả những cách thức riêng để tìm bạn tình đồng giới với mình..
Tuy nhiên, trên thực tế đã ghi nhận nhiều trường hợp động vật có quan hệ đồng tính lâu dài. Hai chú chim cánh cụt đực nổi tiếng Silo và Roy đã sống không rời nhau trong vườn thú Central Park ở quận Manhattan, thành phố New York trong suốt 6 năm. Chúng thể hiện các hành vi như âu yếu quấn chặt cổ nhau, phát ra tiếng kêu và quan hệ tình dục với nhau. Khi được cung cấp chim cánh cụt cái, chúng đã kiên quyết từ chối. Hai chú chim đã dùng một hòn đá để ấp trứng, cho đến khi được thay bởi quả trứng thật thì Roy và Sillo đã thay nhau ngồi lên trứng để ấp trong 34 ngày cho đến khi một chim cánh cụt con ra đời.. Cặp hồng hạc trống Carlos và Fernando ở khu bảo tồn Slimbridge ở quận Gloucestershire, Vương quốc Anh đã sống với nhau hơn 5 năm không tách rời. Hai lần trong một năm chúng thực hiện những hành vi tán tỉnh đặc trưng của cặp trống mái trước mùa xây tổ sinh sản. Chúng đi ăn cắp trứng từ các tổ khác, ấp trứng và tự tạo ra sữa trong cổ họng để nuôi con. Cặp đôi đã cùng nuôi 3 thế hệ hồng hạc con. Năm 2007, cặp hồng hạc đã nhận nuôi một hồng hạc con bị bỏ rơi từ một tổ bị bỏ hoang. Cá heo cũng là loài có tỷ lệ đồng tính cao và có mối quan hệ gắn kết lâu dài. Nhiều trường hợp, các cặp đôi đồng tính có thể kéo dài mối quan hệ lên tới 17 năm..

## Ghi nhận

### Cừu
Cừu là một trong những động vật có vú có tỉ lệ quan hệ đồng tính cao nhất trong giới tự nhiên. Người ta tính cứ trung bình 10 con cừu đực thì có một con có quan hệ đồng tính với cừu đực khác. Có tới 8-10% cừu đực chỉ có xu hướng tính dục đồng giới. Cừu đực thường tán tỉnh, thể hiện rõ tình cảm, sự quan tâm bằng cách cọ sừng cong lại với nhau. Thêm vào đó, khoảng 18–22% cừu đực là song tính.
Các cặp cừu đồng giới không có bạn tình khác giới, nhưng chúng sinh hoạt như một cặp đôi bình thường theo nhiều cách khác nhau trong lối sống của chúng. Nguyên nhân của sự phổ biến này là 1 cụm tế bào thần kinh trong vùng não điều khiển cảm giác lưỡng tính tình dục, đặc biệt là ở cừu đực. Chính vì thế, chúng có thể vừa quan hệ với con cái vừa quyến rũ và quan hệ tình dục với con đực. Quan hệ đồng giới ở cừu đực là do sự thay đổi về thùy hypothalamus ở vùng dưới đồi trong não bộ cừu đồng tính có kích cỡ lớn hơn nhiều lần vùng não tương ứng ở các con cừu khác. Hypothalamus là khu vực não điều khiển thân nhiệt, đói khát, và điều tiết các hormone giới tính và hành vi tình dục.
Cừu Ovis được ghi nhận là có những cá thể đực chỉ giao phối đồng tính trong khi từ chối giao phối với những con cái Đặc biệt, những con cừu núi sừng lớn tại Bắc Mỹ trong nhiều trường hợp, các con cừu núi sừng lớn cái chỉ được con đực chú ý sau khi chúng thể hiện hành vi tình dục đồng giới với những con cái khác, việc thể hiện hành vi tình dục đồng giới là cách để cá thể cái trong loài cừu núi sừng lớn thu hút sự chú ý của những con đực..

### Hươu cao cổ

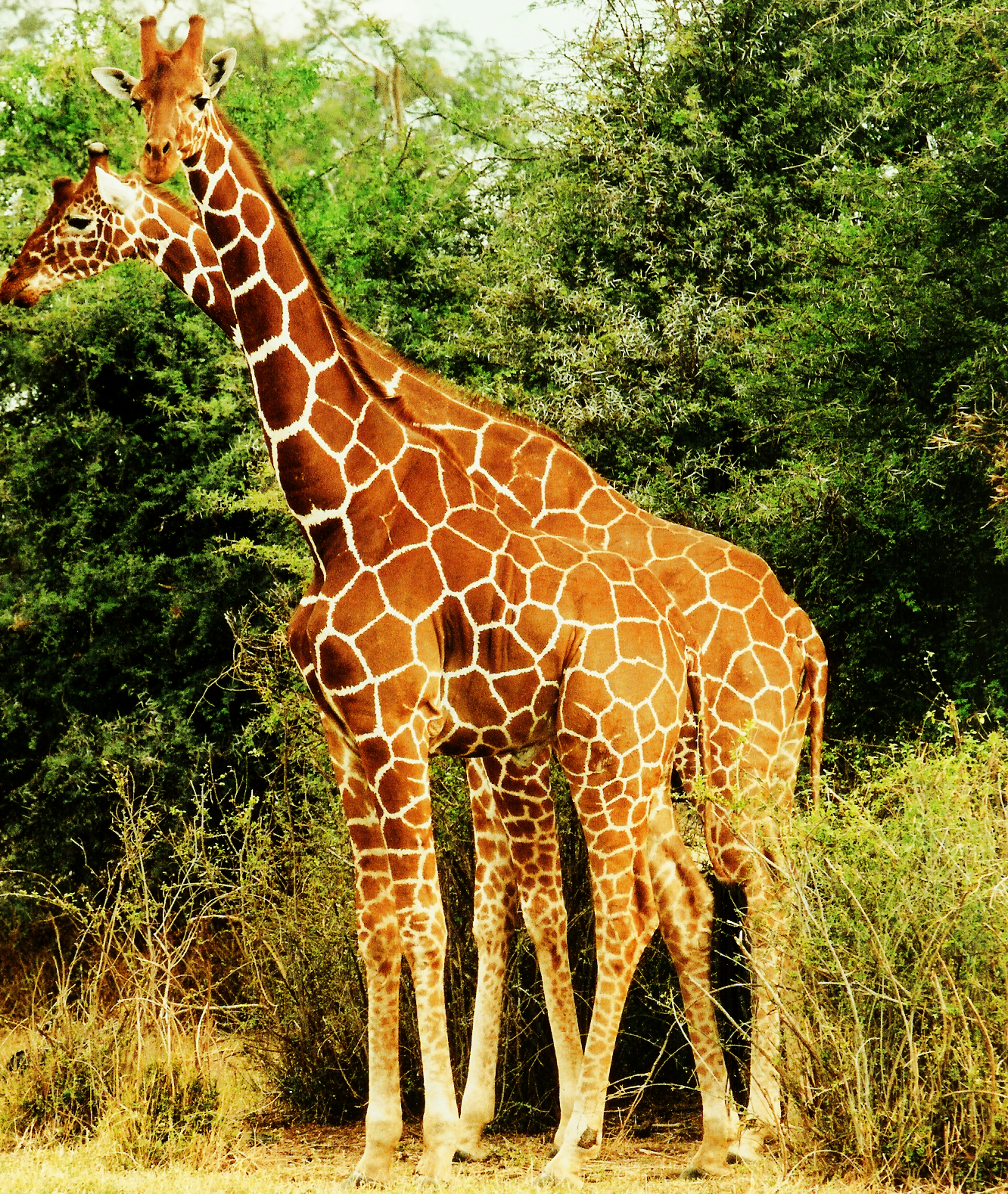
Hai con hươu cao cổ đực

Tỉ lệ quan hệ đồng giới ở loài này cũng diễn ra với tỉ lệ rất cao, cứ 10 hươu đực thì có chín con quan hệ với nhau trước khi làm tình với con cái. Quan hệ đồng giới chiếm đến 94% hoạt động quan hệ ở hươu cao cổ. Hươu cao cổ sống trong những nhóm toàn con đực, và chúng chỉ quan hệ với hươu cái nhằm mục đích sinh sản. Khoảng 80% quan hệ giữa các chú hươu cao cổ đực với nhau mang tính chất tình dục và thường biểu hiện bằng hành vi cưỡi lên nhau.
Hươu cao cổ đực chưa trưởng thành trước khi giao phối với con cái tham gia vào các mối quan hệ đồng giới trong một thời gian ngắn. Hươu cao cổ đực còn non cũng có quan hệ cũng giới với những biểu hiện như hôn lưỡi, mát-xa cổ và ôm ấp, động chạm cơ thể và rúc vào nhau. Có ý kiến cho rằng chúng làm thế là để tích lũy kinh nghiệm trước khi thực sự hẹn hò với các nàng hươu cái, Hành động kỳ lạ này sẽ khiến con đực thuần thục trong chuyện tình cảm để có thể kết đôi dễ dàng hơn hay hành vi này có thể giúp hươu cao cổ đực quen với những kĩ năng giao phối trước khi bắt đầu mối quan hệ với con cái.
Hươu đực có một cách thức gạ bạn tình rất riêng, đó là dùng những chiếc cổ cao của mình. Hai chú hươu đực sẽ đứng kề nhau, nhẹ nhàng dùng cổ vuốt ve cơ thể đối phương. Chúng có thể làm vậy đến cả một tiếng đồng hồ. Điều này sẽ dẫn đến ham muốn tình dục. Và dù rằng chỉ chiếc cổ cũng đủ để xong việc nhưng chúng còn thỉnh thoảng quấn quýt nhau. Đây không phải là điều mà các chàng hươu cao cổ làm khi thiếu vắng các nàng hươu. Dù có cả hai giới trong đàn, hươu cao cổ đực vẫn "đọ cổ" cùng nhau nhiều hơn là với hươu cái.

### Cá heo
Cá heo sống và quan hệ tình dục thường xuyên không phân biệt giới tính. Quan hệ tình dục giữa những con cá heo đực với nhau diễn ra phổ biến và là một tập tính của loài này trong khi một ý kiến khác thì ba phần tư cá heo có quan hệ đồng giới và đều có mối gắn kết lâu dài. Có ước tính có đến gần 50% cá thể đực thường xuyên quan hệ tình dục với nhau. Trong đó, cá heo mũi chai là loài có tỷ lệ cá thể tham gia hành vi tình dục đồng giới cao nhất trên quả đất. Xấp xỉ 50% cá heo mũi chai đực thường xuyên quan hệ tình dục với cá thể đồng giới. Hành động đó giúp chúng củng cố sự gắn kết giữa các thành viên trong những đàn nhỏ.
Cá heo mũi to cũng là loài được ghi nhận là có quan hệ đồng tính, chủ yếu là đồng tính đực. Nhiều trường hợp, các cặp đôi đồng tính có thể kéo dài mối quan hệ lên tới 17 năm. Khi bạn tình qua đời, nhiều nhà sinh vật học thấy được chúng "khóc thương" vì điều đó. Nếu chúng quyết định tìm kiếm một bạn đời đồng giới khác, thì chúng cũng sẽ không thành công vì hầu hết các chú cá heo đực khác đều đã có bạn. Nhưng nếu chúng có thể tìm được một đối phương "góa bụa" khác, thì chúng có thể thành đôi. Không chỉ vậy, nhiều cá heo cái cũng có xu hướng "cưỡi" nhau. Đáng yêu hơn là một nhóm cá heo quan hệ tập thể được gọi là "wuzzle."

### Tinh tinh lùn
Tinh tinh lùn có tỷ lệ tiếp xúc quan hệ đồng tính cao nhất so với bất kỳ loài nào trên trái đất, loài này sử dụng tình dục như một phương tiện để tránh xung đột. Quan hệ đồng tính thường xảy ra giữa những con cái, do tinh tinh vốn sống theo chế độ mẫu hệ, con cái có xu hướng thống trị con đực và sử dụng tình dục để kiểm soát, chúng cũng thường quan hệ đồng tính với những con cái để nâng cao vị thế trong cộng đồng. Tinh tinh lùn cái có một cách quan hệ rất riêng, không loài nào khác có là chúng cọ xát bộ phận sinh dục của mình với nhau. Hình dáng và vị trí của bộ phận sinh dục ở tinh tinh lùn khiến quan hệ đồng tính nữ dễ dàng hơn quan hệ dị tính. Những quan sát cho thấy, chúng còn cho thấy nhiều biểu lộ tình cảm, phong cách và hành vi tương tự như con người trong cuộc sống hàng ngày, chúng là loài động vật có tư thế giao phối mặt đối mặt và nụ hôn nồng nàn, coi quan hệ tình dục là cách để giải quyết mâu thuẫn, xung đột. Chúng không chỉ giao phối với con khác giới, mà còn thủ dâm cho nhau và cặp kè đồng giới.

### Chim cánh cụt

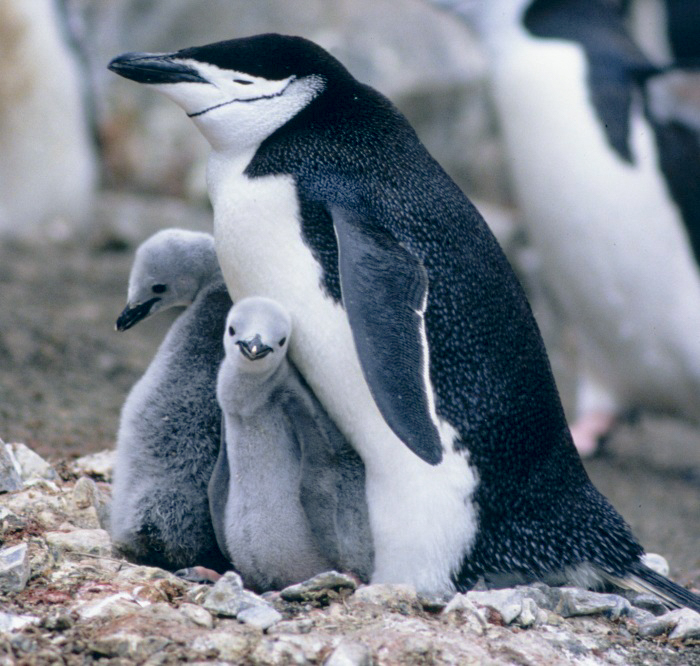
Roy và Silo, hai con chim cánh cụt đực ở vườn thú Trung tâm, New York, tương tự như trong hình, đã nổi tiếng trên thế giới khi chúng cặp đôi và được cho một trứng để ấp và nuôi con. Chúng đã thành công.

Chim cánh cụt có tỷ lệ quan hệ đồng tính luyến ái cao trong thế giới tự nhiên. Trong các sở thú, có đến 5% -10% chim cánh cụt có quan hệ đồng giới, Nhiều con đực có thể sẽ tìm kiếm con đực khác nếu bạn đời của chúng mất, và chim cánh cụt đồng tính luôn được biết đến như những cặp cha mẹ chu đáo. Ví dụ nổi tiếng nhất về quan hệ đồng tính của Roy và Silo, hai chú chim cánh cụt tại sở thú công viên trung tâm New York. Hai chú chim yêu nhau, làm tổ chung, sống như vợ chồng và cố ấp một hòn đá giống quả trứng. Có những đôi chim cánh cụt đực coi nhau như những người bạn đời. Chúng xây tổ cùng nhau, lấy một hòn đá thay trứng để ấp. Năm 2004, ở Central Park Zoo, Mỹ, người ta đã thay một hòn đá của đôi chim cánh cụt đực bằng một quả trứng thật, kết quả là đôi chim đó đã chăm sóc quả trứng này cũng như con non nở ra như chính con của chúng. Hiện tượng này cũng được báo cáo bởi một số vườn thú khác

### Chim biển
Có đến xấp xỉ 1/3 cá thể chim hải âu lớn Laysan được nuôi dưỡng bởi cặp bố mẹ gồm hai chim cái. Mặc dù sống trong những "gia đình" không bình thường, song số lượng hải âu Laysan vẫn tăng dần. Trước đó số lượng của chúng giảm mạnh do thiếu con đực. những con cái tán tỉnh nhau rồi cùng nuôi nấng đàn con. 60% loài hải âu này là con cái và 31% cac cặp hải âu là đồng tính nữ. Chúng có đầy đủ các biểu hiện của một cặp đôi hẹn hò trong tổ, hôn mỏ… Mòng biển cái châu Âu có xu hướng thích quan hệ đồng tính. Một cuộc thám hiểm tại đảo Channel, California, Mỹ cho thấy 14% cặp đôi loài này là cái-cái. Hiện tượng này chỉ được phát hiện khi các nhà khoa học tìm thấy một lượng lớn trứng trong một số tổ chim. Một vài trong số những quả trứng đó đã được thụ tinh. 

### Chim khác
Khi nói về quan hệ đồng tính nam trong thế giới động vật thì loài thiên nga đen, khi tỉ lệ cặp đồng tính nam của loài này lên tới 25%, thậm chí tăng cao ở một số khu vực đặc biệt. Đến 20% thiên nga trống có quan hệ đồng giới và bắt cặp với nhau thường xuyên dẫn tới 1/4 gia đình thiên nga đen đều là cha mẹ đồng giới. Chúng giả vờ kết đôi với con mái, chiếm lấy ổ trứng rồi đuổi cô nàng nhẹ dạ đi. Hoặc cướp trứng của 1 gia đình bình thường. Chim bồ câu có tỷ lệ quan hệ đồng giới rất cao. Những con bồ câu có thể thể hiện sự thân mật như những cặp đôi khác từ việc tham gia làm tổ, kiếm ăn, vui đùa đến hẹn hò... do thiếu chim đực, những con cái tán tỉnh nhau rồi cùng nuôi nấng đàn con. Các cặp đôi hải âu đồng tính có thể duy trì mối quan hệ khá lâu.
Vẹt Andes có tỉ lệ đồng tính đực lên tới 40%. Không như những loài kể trên, hiện tượng đồng tính chỉ xảy ra với con đực.
Kền kền cũng là một trong những loài có tỉ lệ đồng tính nam cao. Trường hợp kền kền đồng tính nổi tiếng nhất là hai con kền kền ở vườn thú Jerusalem tên là Dashik và Yehuda. Chúng làm tình với nhau nhiều lần trong một ngày và ở mọi nơi chúng thích. Năm 1998, hai cá thể kền kền Griffon ở vườn thú Jerusalem tên là Dashik và Yehuda đã được phát hiện có mối quan hệ đồng tính. Chúng gần như không bao giờ tách xa nhau và có thể quan hệ tình dục rất nhiều lần trong một ngày, ở bất kỳ nơi nào chúng thích. sau vài năm, khi Yehuda quan tâm tới một con kền kền cái khác, Dashik trở nên vô cùng chán nản và được chuyển đến Đại học Tel Aviv (Israel) để được chăm sóc đặc biệt.
Hồng hạc thường chỉ có một bạn tình, dù là giữa hai con đực, hai con cái hay một đực một cái. Một ví dụ điển hình là cặp hồng hạc đực tại Sở thú Edinburgh, chúng đã nhận nuôi một chú hồng hạc con. Điển hình là hai chú chim Carlos và Fernando của Vườn Bảo tồn Wildfowl & Wetlands Trust (WWT) ở Slimbridge (Anh). Chúng từng nhiều lần tấn công các cặp hồng hạc khác để chiếm trứng và tổ. Do đó, Carlos và Fernando đã trở thành bố của nhiều chim con trong khu bảo tồn. Khoảng 6% số hồng hạc trống thực sự cặp đôi với nhau và làm tất cả những "trò" mà chim trống và chim mái vẫn làm, kể cả âu yếm và nuôi nấng con cái. Chúng có thể chiếm lấy một cái tổ và nuôi chim con

### Ruồi
Ở Ruồi giấm vì thiếu một gene quan trọng mà ruồi giấm đực không thể nhận ra những con cái, vì thế mà chúng ve vãn và giao phối với cả hai giới. Ngoài ra, nếu bị ghép đôi cưỡng bức trong phòng thí nghiệm, những con ruồi đực cũng thực hiện hành vi tình dục đồng giới. Trong khi đó, Ruồi nhặng khi vào mùa sinh sản, ruồi nhặng cái bay tán loạn để tìm bạn tình. Một số ruồi nhặng đực tìm cách đè lên những con cùng giới để chúng không thể giao phối với những con cái. Sau đó những con đực chiếm thế thượng phong sẽ tranh thủ cơ hội để tiếp cận trước tiên. Rất nhiều loài côn trùng như ruồi lại giao phối nhầm bạn tình đồng giới vì xác định sai mùi hương. Đôi khi đó lại là hành vi cố ý nhằm gửi tạm tinh trùng vào cơ thể con đực khác với hy vọng sau đó sẽ được đối tác này chuyển tới con cái khác.

### Trâu
Một ghi nhận hi hữu ở Việt Nam khi có một con trâu nội được coi là đồng tính. Trâu đực, nhưng chỉ thích gần gũi với trâu đực. Song có lúc nó vẫn thực hiện cái bản năng với các con trâu cái như những con trâu đực khỏe mạnh khác. Điều đặc biệt là tất cả các con trâu cái được con trâu đực này giao phối đều không thể thụ thai. Bình thường hai trâu đực chạm mặt thường cũng lao vào húc nhau. Nhưng lạ thay hai con trâu này chỉ vờn, lượn vòng quanh ngửi khắp người nhau rồi ngãng ra gặp cỏ, mà chẳng xảy ra trận chiến nào. Hai con trâu này cứ bám theo nhau như hình với bóng, thi thoảng trâu nhảy cưỡi lên lưng trâu kia. Nhiều người cao tuổi có kinh nghiệm trong làng cho biết, đây là biểu hiện của giống trâu "phản chủ", "ái nam ái nữ", khi mổ thịt con trâu này, cả làng kéo đến để xem trâu đực có buồng trứng, có dạ con.

### Loài khác

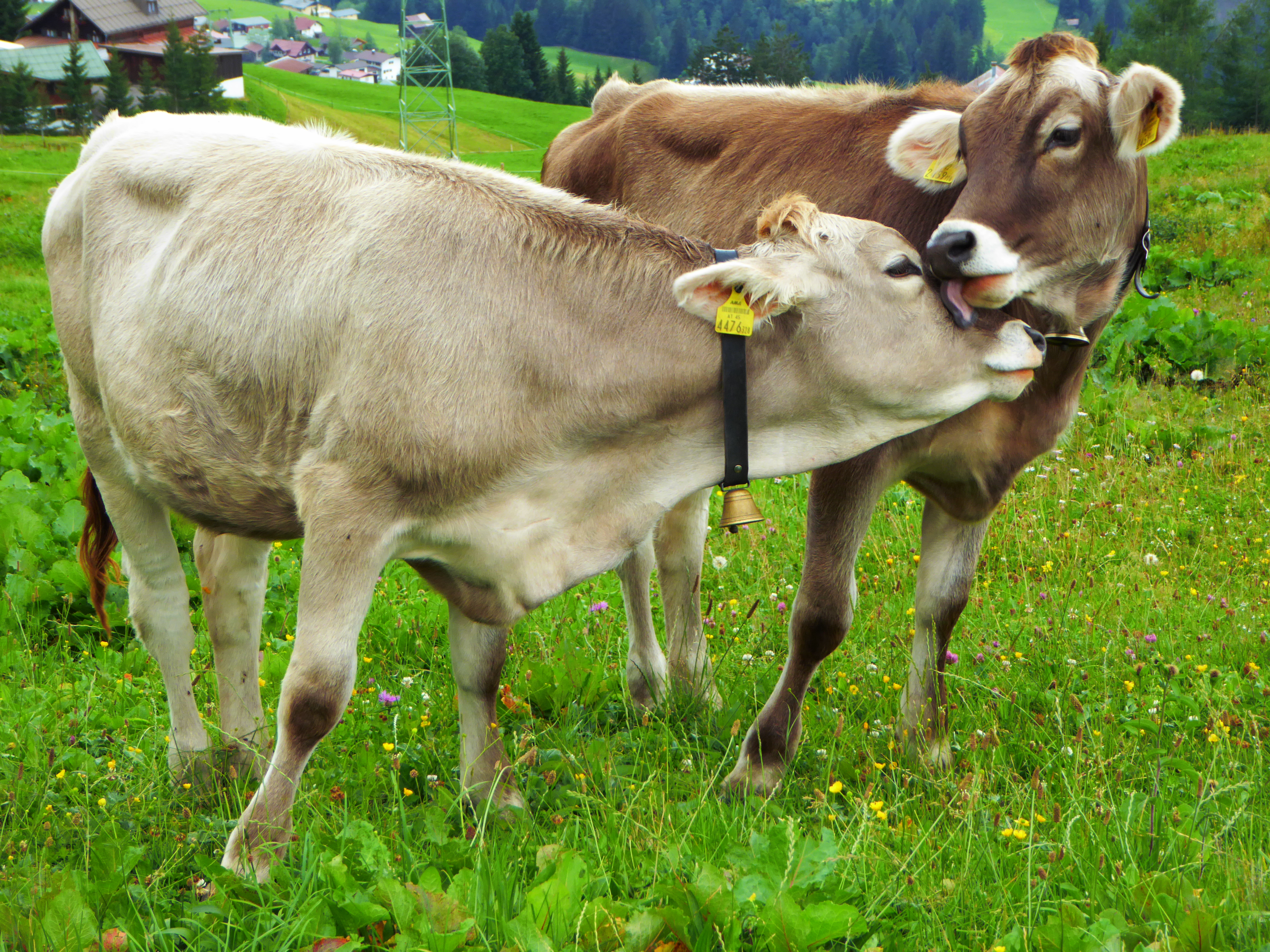
Hai con bò cái đang mật thiết

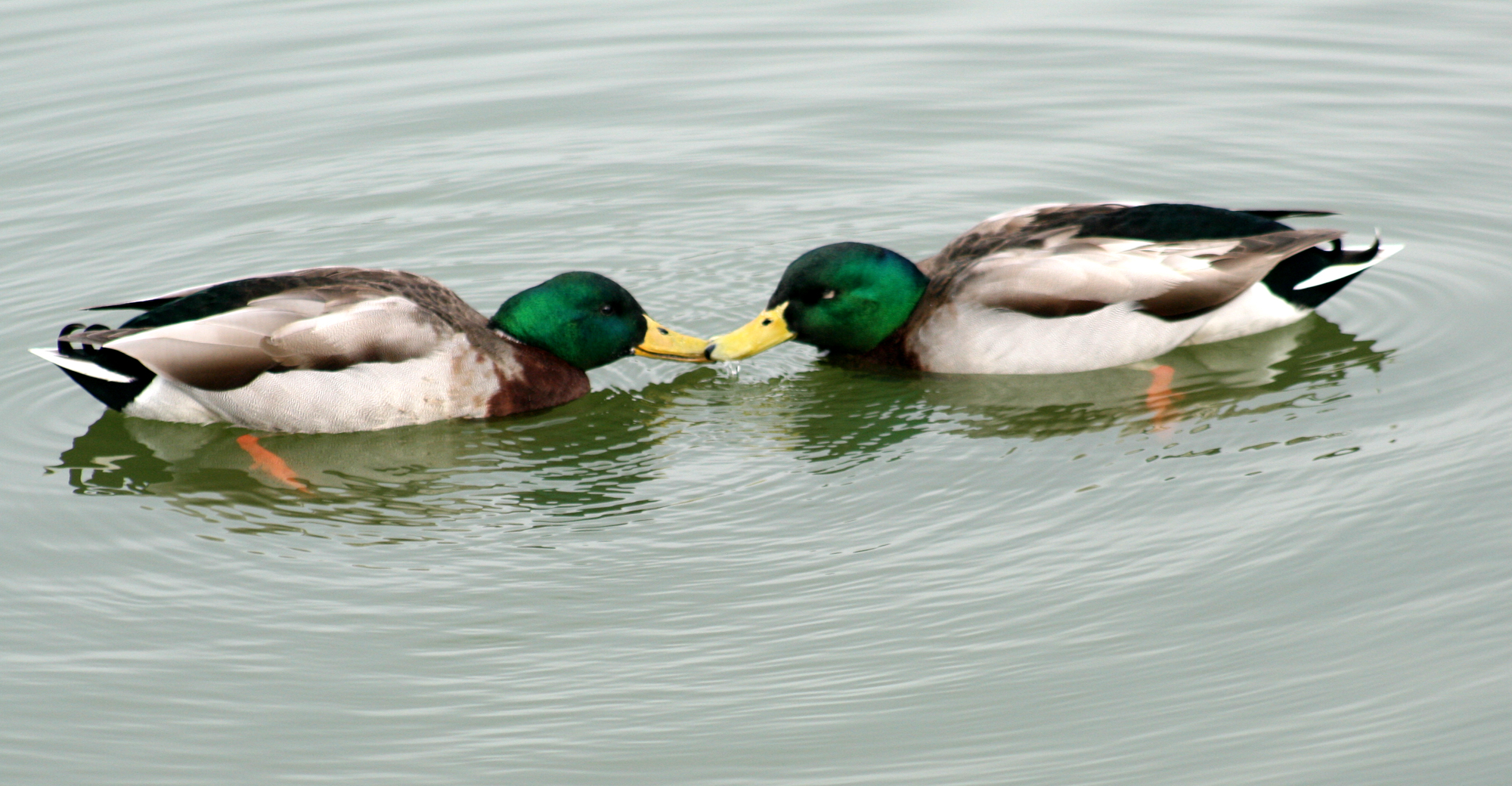
Hai con vịt trời trống. Vịt trời cặp đôi trống-mái chỉ cho đến khi con mái đẻ trứng, khi đó, con trống rời con mái. Vịt trời có tỉ lệ hành vi tình dục trống-trống cao khác thường trong các loài chim, trong vài trường hợp, lên đến 19% tất cả các cặp trong quần thể.

- Khỉ tuyết Nhật Bản cũng có quan hệ đồng tính, 33% số hành vi đồng tính của chúng là giữa các con cái. Tuy vậy quan hệ giữa chúng chỉ là để kết liên minh nhằm giúp đỡ nhau trong việc tranh giành vị trí trong đàn chứ không phải để giao phối.
- Với loài voi, đặc biệt là với những cá thể sống trong điều kiện nuôi nhốt, khi không thể tiếp xúc với voi cái thì các cặp voi đực có thể xảy ra quan hệ đồng giới để giải tỏa bớt bức xúc do không được giao phối với voi cái. Chúng thường cọ xát, mơn trớn, hôn và hành vi này là phổ biến hơn ở những con voi châu Á hơn voi châu Phi.
- Bò rừng Bizon: Những con bò đực thường thực hiện những hành vi thân thiết với nhau để thiết lập hoặc củng cố vị thế thống trị trong đàn. Tình trạng đồng tính ở bò Bizon lên tới 55% vì con cái chỉ cho kết đôi 1 lần duy nhất trong năm, khiến những con đực phải quay sang mơn trớn lẫn nhau để "giải tỏa" bớt bản năng kết đôi của chúng.
- Sư tử châu Phi cũng có một tỉ lệ nhất định các con đực quan hệ đồng tính. Tỷ lệ cưỡi lên nhau ở sư tử đực là 8%. Sư tử cũng tham gia các mối quan hệ tình dục đồng giới với hành vi "âu yếm" y như cặp đôi khác giới. Các nhà khoa học vẫn chưa tìm được nguyên nhân khiến các con sư tử đực quan hệ đồng tính[4].
- Trong thế giới động vật, gấu được quan sát là có các hoạt động tình dục đồng giới. Hành vi "khẩu dâm" ít khi được phát hiện ngoài trường hợp của người, nhưng nó đã xảy ra ở một cặp gấu đồng tính ở Ba Lan. Trong 116 giờ quan sát, cặp gấu 28 lần có hành vi "khẩu dâm", có nghĩa là cứ mỗi 4 giờ xuất hiện một lần và mỗi lần kéo dài từ 1 - 4 phút.
- Đối với dơi hút máu, có khoảng một nửa đến ba phần tư các quan hệ là giữa các con cái. Điều này có nghĩa là chúng có những cách thức quan hệ rất riêng: một con cái "truyền" máu cho con khác. Nếu chúng làm như vậy có nghĩa là chúng đã ở cùng nhàu trong thời gian mười năm hoặc hơn, tuy vậy quan hệ giữa chúng là để chia sẻ thức ăn chứ không phải để giao phối.
- Hầu hết sư tử biển có quan hệ với con cùng giới từ khi con bé tới lúc trưởng thành khoảng 4 năm tuổi. Con đực thường có thể quan hệ cả với 2 giới, qua mùa sinh sản nó lại trở về kết bạn với con đực khác. Hơn 80% sư tử biển New Zealand đực chỉ quan hệ với con đực khác. Đây thường là kết quả của việc các con đực chiến đấu với nhau: khi có một con thắng thế, nó sẽ thống trị và giành độc quyền giao phối với những con cái. Đây cũng là lý do tại sao các con sư tử biển nhỏ thường quan hệ với các con đực khác vì chúng không có cơ hội để giao phối với con cái.
- Từ 1/3 đến hơn một nửa cá voi sát thủ đực có quan hệ đồng giới, đặc biệt là những con còn nhỏ tuổi. Nhiều con đực còn có đối tượng "yêu thích" mà chúng quan hệ nhiều lần. Việc quan hệ đồng tính ở cá voi lưng gù không phải chuyện lạ. Thậm chí còn quan hệ kiểu tập thể khoảng năm con đực bơi xung quanh nhau, chúng bắn nước, cọ xát cơ thể vào bạn tình như một hình thức thỏa mãn đơn giản.
- Loài linh dương thì có 100% linh dương đực bình thường nhưng khoảng 10% cái bị hấp dẫn bởi những con cái khác trong suốt mùa sinh sản. Cách 'các cô' linh dương ve vãn nhau tương tự với cách các con đực tán tỉnh với mình.
- Có đến 85% trong số 110 loài nhện và côn trùng có hành vi quan hệ đồng giới. Các loài bọ thường có giác quan không tinh nhạy nên chúng rất khó phân biệt giới tính khi gặp một con bọ khác, vì thế chúng giao phối khi tìm thấy bất kỳ con bọ cùng loài nào, chúng thà nhầm lẫn với một con đực còn hơn là bỏ sót một cơ hội quan hệ với bạn tình giống cái. Nhiều người khác thì cho rằng không có bằng chứng cụ thể về quan hệ đồng giới của côn trùng và nhện, họ cho rằng quan hệ đó là hành vi ngẫu nhiên do không phân biệt được[14].
- Chuồn chuồn cũng có một tỉ lệ quan hệ đồng giới khá lớn. Hiện các nhà khoa học vẫn chưa thống nhất được nguyên nhân tại sao lại có hiện tượng này.
- Ong bắp cày đực thường giả vờ quan hệ đồng giới để đánh lạc hướng những con đực khác khỏi những bạn tình giống cái tiềm năng.
- Ốc sên Aegista diversifamilia là một loài động vật lưỡng tính, chúng có cả cơ quan sinh dục đực và cái, chúng là đại diện tiêu biểu cho các loài không chia phân giới tính trong giới động vật.